# Hebecnema fumosa
Hebecnema fumosa är en tvåvingeart som först beskrevs av Johann Wilhelm Meigen 1826.  Hebecnema fumosa ingår i släktet Hebecnema och familjen husflugor. Arten är reproducerande i Sverige. Inga underarter finns listade i Catalogue of Life.